# Dennis Donkor
Pour les articles homonymes, voir Donkor.
Dennis Donkor est un joueur belge de basket-ball, né le 15 juillet 1991 à Anvers (Belgique). Il évolue au poste d'arrière.

## Carrière
En juillet 2011, Donkor joue avec l'équipe nationale de Belgique au Championnat d'Europe des 20 ans et moins (division B). Halilović fait partie de l'équipe-type avec le MVP géorgien Tornike Shengelia, le Bosnien Miralem Halilović, l'Estonien Rain Veideman et le Tchèque Ondřej Balvín.
Avec l'équipe de Belgique masculine de basket-ball à trois, il remporte la médaille d'argent lors des Jeux européens de 2023 à Cracovie.

## Palmarès et distinctions

### Palmarès

#### En club
- Vainqueuer de la Coupe de Belgique en 2019 et 2020 avec les Antwerp Giants.